# パン・オ・ルヴァン

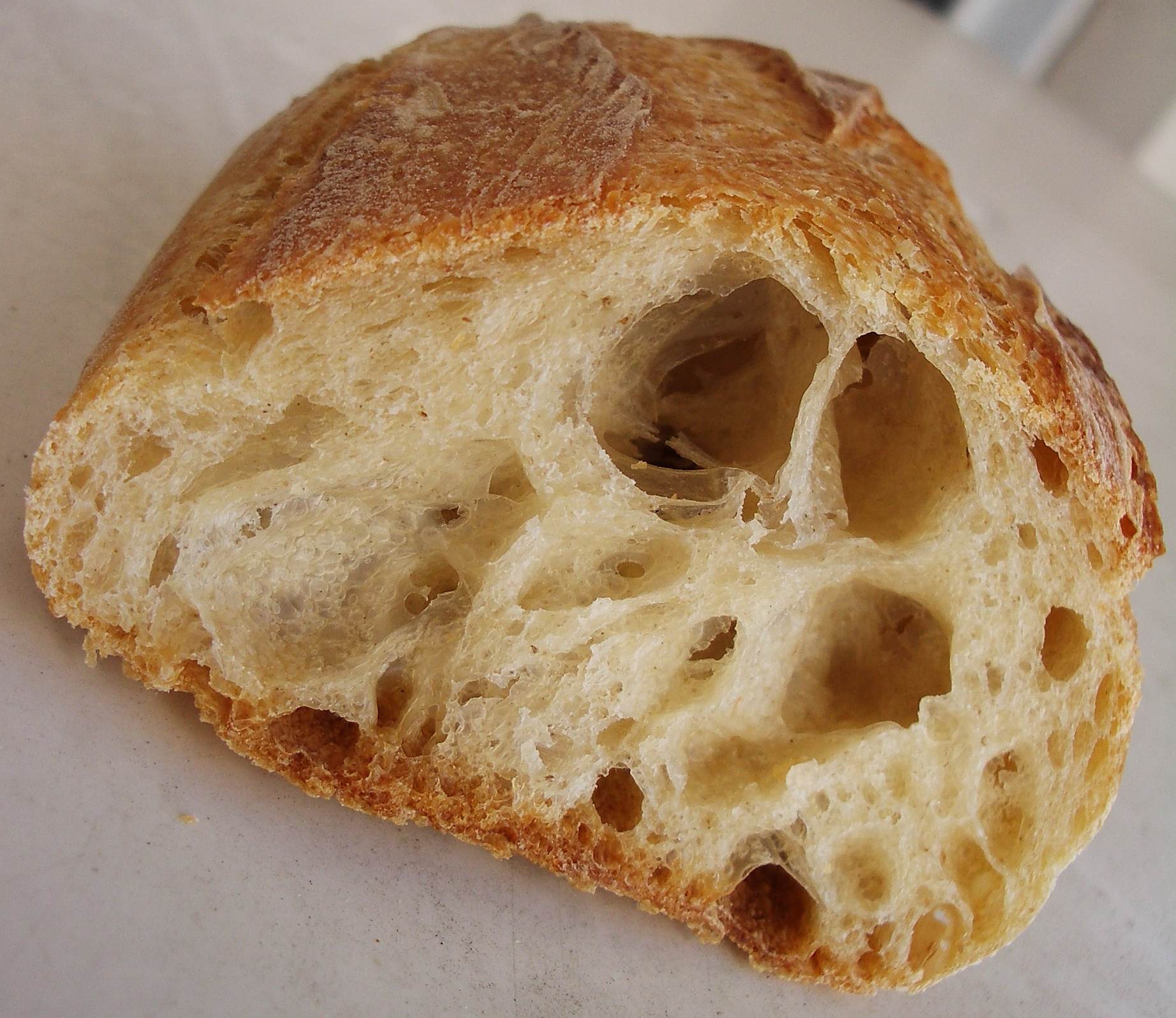
パン・オ・ルヴァン

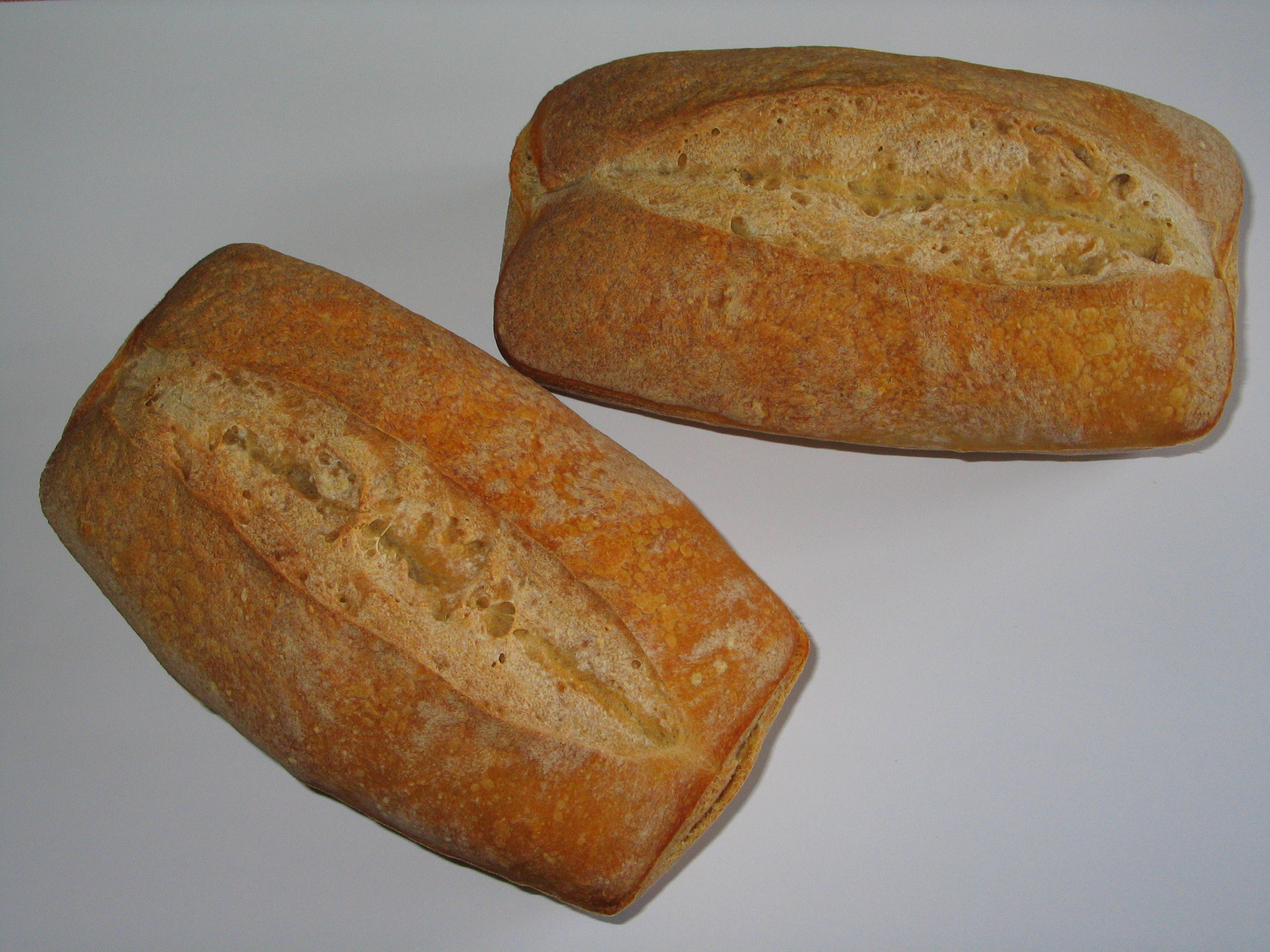
パン・オ・ルヴァン

パン・オ・ルヴァン（フランス語: pain au levain）は、天然酵母の伝統的なパン種 (levain) （サワードウ）から作られたパンである。つまり、水と小麦粉の混合物で、酵母と乳酸菌の培養が発達する。小麦粉はこの中で発酵する。この発酵により、二酸化炭素が放出され、生地が浮き上がる。サワードウは種入りパンを得るための最も古い既知の技術であり、17世紀までは唯一のものであった。
パン・オ・ルヴァンの味は、パン酵母を使った種入りパンとは異なる。確かに、それはわずかに酸味があり、サワードウの乳酸菌によって放出される乳酸と酢酸による複雑で微妙な香りがある。

## フランスでは
1993年9月13日の「法令 93-1074」で定義されているパン・オ・ルヴァンには、小麦粉と空気中に存在する天然発酵物のおかげで自然に発酵するサワードウが含まれており、コンパクトな食感とわずかな酸味がある。パン酵母の添加は、小麦粉の重量に対して最大0.2％の量（すなわち、発酵物の総重量の10〜20％）まで許可されている。

## 参照項目
- フランスパンの種類
- フランスパン
- パン・ド・カンパーニュ